# Phillip Dutton
Phillip Peter Dutton (Nyngan, 13 september 1963) is een Australisch en Amerikaans ruiter gespecialiseerd in eventing. Dutton nam namens zijn geboorteland Australië deel aan de Olympische Zomerspelen 1996 en behaalde daar met de Australische eventingploeg de gouden medaille. Vier jaar later in zijn geboorteland prolongeerde Dutton de olympische titel met de Australische ploeg. Vanaf 2006 komt Dutton uit voor de Verenigde Staten. Zijn grootste succes sindsdien was het behalen van de bronzen medaille individueel tijdens de Olympische Zomerspelen 2016.

## Resultaten
- Wereldruiterspelen 1994 in Den Haag 18e individueel eventing met True Blue Girdwood
- Wereldruiterspelen 1994 in Den Haag 4e landenwedstrijd eventing met True Blue Girdwood
- Olympische Zomerspelen 1996 in Atlanta  landenwedstrijd eventing met True Blue Girdwood
- Wereldruiterspelen 1998 in Rome 18e individueel eventing met True Blue Girdwood
- Olympische Zomerspelen 2000 in Sydney  landenwedstrijd eventing met House Doctor
- Wereldruiterspelen 2002 in Jerez de la Frontera 5e individueel eventing met House Doctor
- Olympische Zomerspelen 2004 in Athene 13e individueel eventing met Nova Top
- Olympische Zomerspelen 2004 in Athene 6e landenwedstrijd eventing met Nova Top
- Wereldruiterspelen 2006 in Aken 30e individueel eventing met Connaught
- Olympische Zomerspelen 2008 in Hongkong gediskwalificeerd individueel eventing met Connaught
- Olympische Zomerspelen 2008 in Hongkong 6e landenwedstrijd eventing met Connaught
- Wereldruiterspelen 2010 in Lexington 18e individueel eventing met Woodbrun
- Wereldruiterspelen 2010 in Lexington 4e landenwedstrijd eventing met Woodbrun
- Olympische Zomerspelen 2012 in Londen 23e individueel eventing met Mighty Nice
- Olympische Zomerspelen 2012 in Londen 7e landenwedstrijd eventing met Mighty Nice
- Wereldruiterspelen 2014 in Normandië uitgevallen individueel eventing met Trading Aces
- Wereldruiterspelen 2014 in Normandië 10e landenwedstrijd eventing met Trading Aces
- Olympische Zomerspelen 2016 in Rio de Janeiro  individueel eventing met Mighty Nice
- Olympische Zomerspelen 2016 in Rio de Janeiro 12e landenwedstrijd eventing met Mighty Nice

1912: Nordlander, Adlercreutz, Casparsson,  Horn af Åminne ·
1920: Mörner, Lundström, von Braun,  Dyrsch ·
1924: Van der Voort van Zijp, Pahud de Mortanges, De Kruijff,  Colenbrander ·
1928: Pahud de Mortanges, De Kruijff, Van der Voort van Zijp ·
1932: Thomson, Chamberlin, Argo ·
1936: Stubbendorf, Lippert, von Wangenheim ·
1948: Henry, Anderson, Thomson ·
1952: von Blixen-Finecke, Stahre, Frölén ·
1956: Weldon, Rook, Hill ·
1960: Morgan, Lavis, Roycroft ·
1964: Checcoli, Angioni, Ravano ·
1968: Allhusen, Meade, Jones ·
1972: Meade, Gordon-Watson, Parker, Phillips ·
1976: Coffin, Plumb, Davidson, Tauskey ·
1980: Blinov, Salnikov, Volkov, Rogosjin ·
1984: Plumb, Stives, Fleischmann, Davidson ·
1988: Erhorn, Baumann, Kaspareit, Ehrenbrink ·
1992: Green, Rolton, Hoy, Ryan ·
1996: Schaeffer, Rolton, Hoy, Dutton ·
2000: Dutton, Hoy, Tinney, Ryan ·
2004: Boiteau, Lyard, Courrèges, Teulère, Touzaint ·
2008: Thomsen, Ostholt, Dibowski, Klimke, Romeike ·
2012: Auffarth, Jung, Klimke, Schrade, Thomsen ·
2016: Laghouag, Lemoine, Nicolas, Vallette ·
2020: Collett, McEwen, Townend ·
2024: Canter, Collett, McEwen
- Library of Congress Control Number: n2013007097
- Virtual International Authority File: 296205270
- WorldCat: E39PBJtCwG4FVWGWQckppWHBfq